# Holcoglossum
Die Gattung Holcoglossum gehört zur Familie der Orchideen (Orchidaceae) und stammt aus den tropischen bis subtropischen Klimazonen Asiens. Die Gattung umfasst heute etwa 23 bekannte Arten.

## Beschreibung
Alle Arten dieser Gattung sind ausdauernde Epi- oder Lithophyten und zeichnen sich durch eine kurze monopodiale Sprossachse mit stielrunden oder im Querschnitt dreieckigen Blättern aus. Die Oberseite bildet durch hochgefaltete Blattränder eine Rinne aus. Die Blätter laufen spitz zu und sind an der Blattspitze nicht eingekerbt. Die Wurzelspitzen lebender Wurzeln zeigen bei allen Arten der Gattung eine rötliche Färbung auf, des Weiteren besitzen manche Arten rotgeflecktes Laub.
Der Blütentrieb entspringt seitlich aus der Sprossachse und bildet zwei bis mehrere Blüten aus, diese stehen weit auseinander und formen eine Traube oder Rispe.

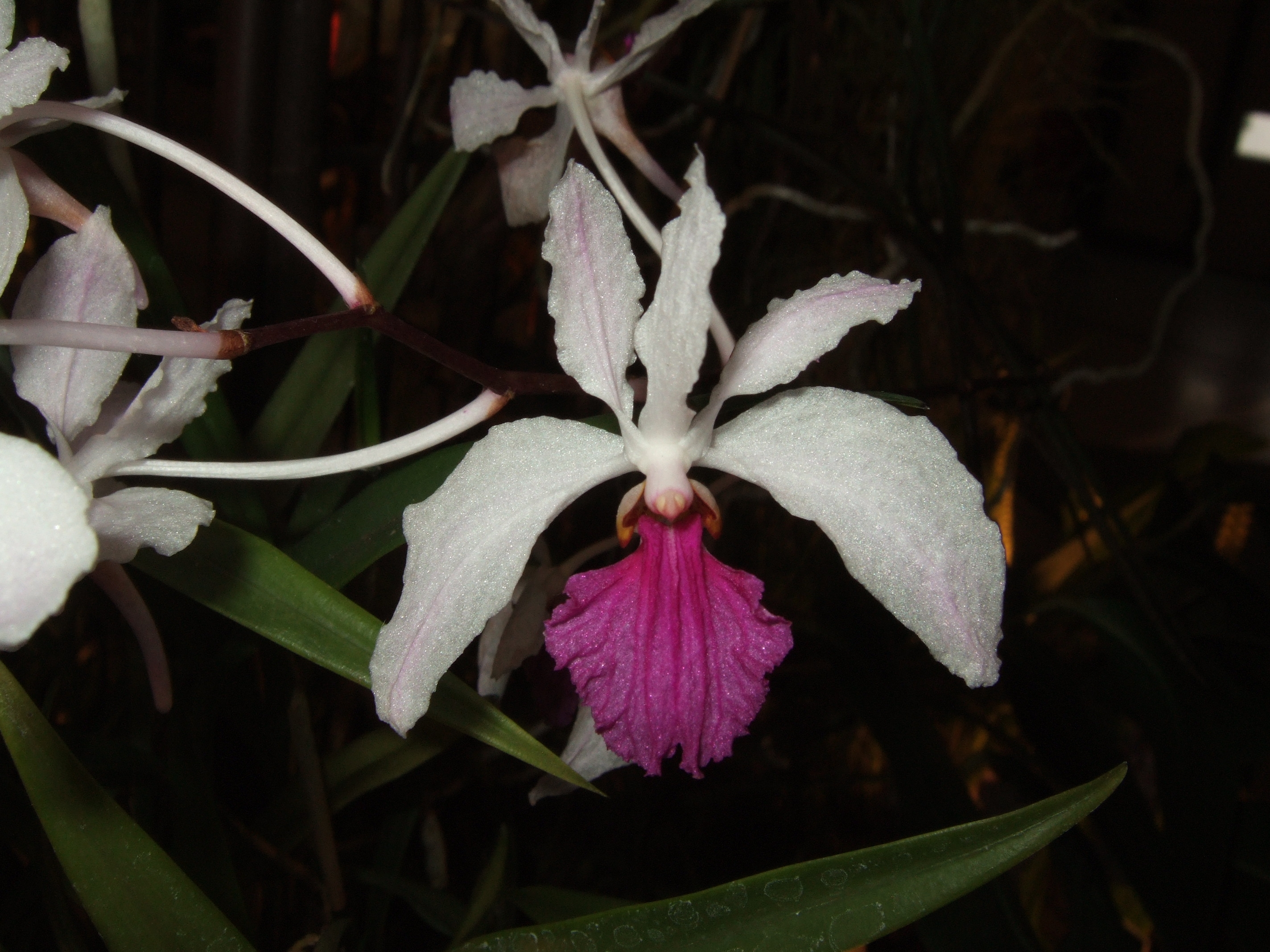
Holcoglossum kimballianum

Die Blüten sind weiß und weit geöffnet. Die Lippe ist dreilappig. Die seitlichen Lappen stehen aufrecht und sind adaxial gepunktet. Der Mittelteil ist großflächig ausgebreitet und steht parallel zum Gynostemium. Die Lippe ist so geformt, dass sie potentiellen Bestäubern ein Herunterdrücken der Mittellippe erlaubt. Die Blüten besitzen einen länglichen Sporn, der jedoch in der Untergattung Brachycentron stark zurückgebildet ist. Das Gynostemium besitzt eine große Narbenfläche. Das Staubblatt enthält zwei getrennte porate Pollinien. Das die Pollinien und die Klebescheibe (Viscidium) verbindende Stielchen (Stipes) verbiegt sich in der Mitte beim Abnehmen vom Rostellum. Das Rostellum ist tief eingeschnitten.
Die Anzahl an Chromosomen beträgt bei fast allen Arten 2n = 38. Holcoglossum tsii besitzt im diploiden Chromosomensatz 76 Chromosomen (2n = 76).
Bei Holcoglossum amesianum wurde eine Selbstbestäubung beobachtet, bei der sich das Pollinium selbstständig zur fertilen Narbe in der Columna bewegt.

## Verbreitung
Das Verbreitungsgebiet der Gattung erstreckt sich über Südwest China, Laos, Vietnam, Thailand und Malaysia. Der größte Teil der Arten stammt jedoch aus der Provinz Yunnan im Südwesten der Volksrepublik China. Holcoglossum quasipinifolium und Holcoglossum pumilum kommen endemisch auf Taiwan vor. Die Arten leben in höheren Lagen zwischen 1200 m und 3300 m und bevorzugen somit einen kühlen bis kalten Lebensraum.

## Kultur
Die kleinen Arten aus dieser Gattung können sowohl in kleinen Töpfen oder Körbchen, als auch aufgebunden auf Korkplatten kultiviert werden. Heimisch in kühlen und feuchten Wäldern, benötigen sie niedrige Temperaturen und einen hellen Standort. In der vollen Sonne droht jedoch ein Wärmestau. Die Pflanzen benötigen in der Wachstumsphase häufig Wasser, in der Ruhephase seltenere Wassergaben ohne sie austrocknen zu lassen. Bei einer Kultur im Topf, sollte das Substrat recht fein sein, um die zarten Wurzeln ernähren zu können.
Die großen Arten der Untergattung Brachycentron und der Sektion Holcoglossum können aufgebunden kultiviert werden, sind jedoch am besten für eine Kultur in Körben oder Töpfen geeignet. Eine Ausnahme stellt Holcoglossum subulifolium dar, welches aufgrund seines hängenden Wuchses besser aufgebunden wird.
Ist eine regelmäßige Bewässerung gewährleistet, so werden diese Arten am besten in einem Korb ohne Substrat kultiviert. Jedwedes Substrat, das benutzt wird, sollte in seiner Struktur sehr grob sein, um eine gute Luftzirkulation an den Wurzeln zu ermöglichen.
Die Pflanzen benötigen einen sehr hellen aber auch kühlen Standort. Sie sollten regelmäßig gewässert werden, mit trockeneren Perioden während der Ruhephase.

Im Jardin Botanique National de Belgique in Meise (Belgien) werden Holcoglossum kimballianum in einem alpinen Gewächshaus gehalten, in dem der eigene Atem kondensiert und ein Parka getragen werden muss. In der Natur sind die Pflanzen während der Blütezeit regelmäßig Raureif ausgesetzt, den sie ohne Probleme überstehen.
Eine erfolgreiche Kultur scheitert häufig an einer dauerhaft viel zu warmen Kultur oder an der Verwendung eines zu feinen Substrats, in dem die Wurzeln aufgrund des Luftmangels absterben.

## Taxonomie und Systematik
Die Gattung Holcoglossum wurde 1919 durch den deutschen Botaniker Rudolf Schlechter auf Basis von Saccolabium quasipinifolium Hayata als monotypische Gattung in Repertorium Specierum Novarum Regni Vegetabilis. Centralblatt für Sammlung und Veroffentlichung von Einzeldiagnosen neuer Pflanzen. Beihefte Band 4 Seite 285 aufgestellt. Der botanische Name leitet sich vom griechischen „holkos“, „Riemen“ oder „Gurt“ und „glossa“, „Zunge“ ab, dabei wird auf die Form des Lippenspornes der Typusart Holcoglossum quasipinifolium hingewiesen.

### Arten

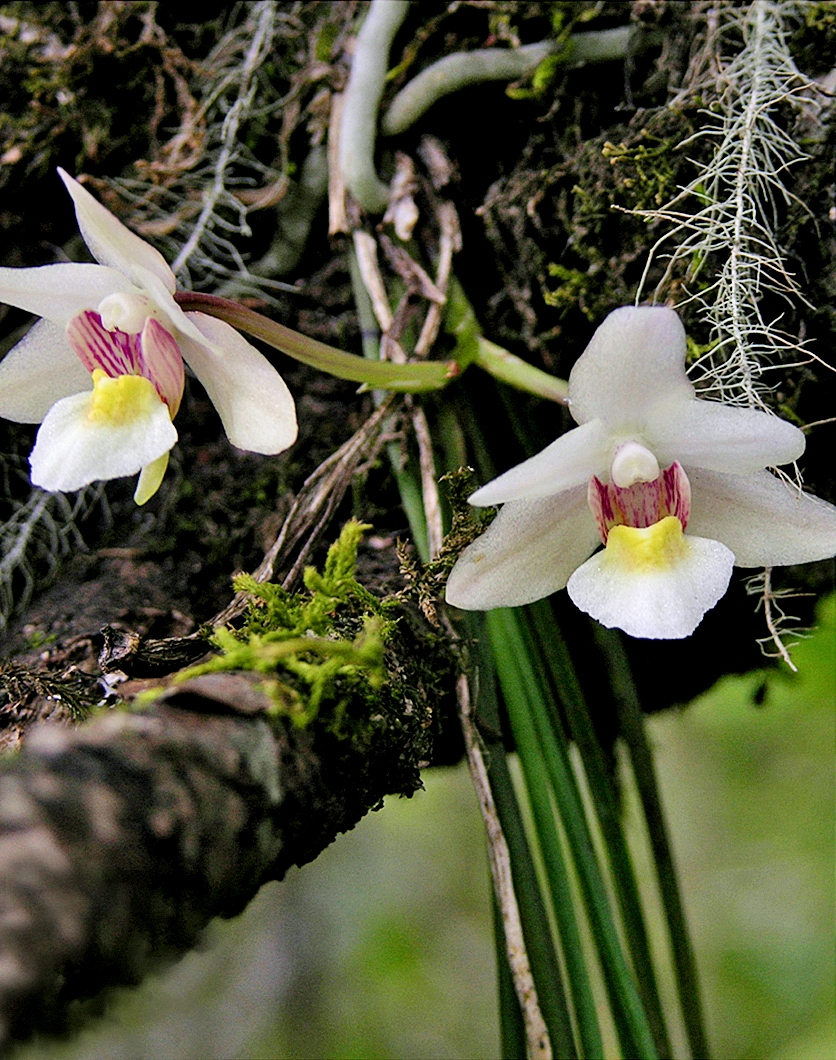
Holcoglossum nujiangense

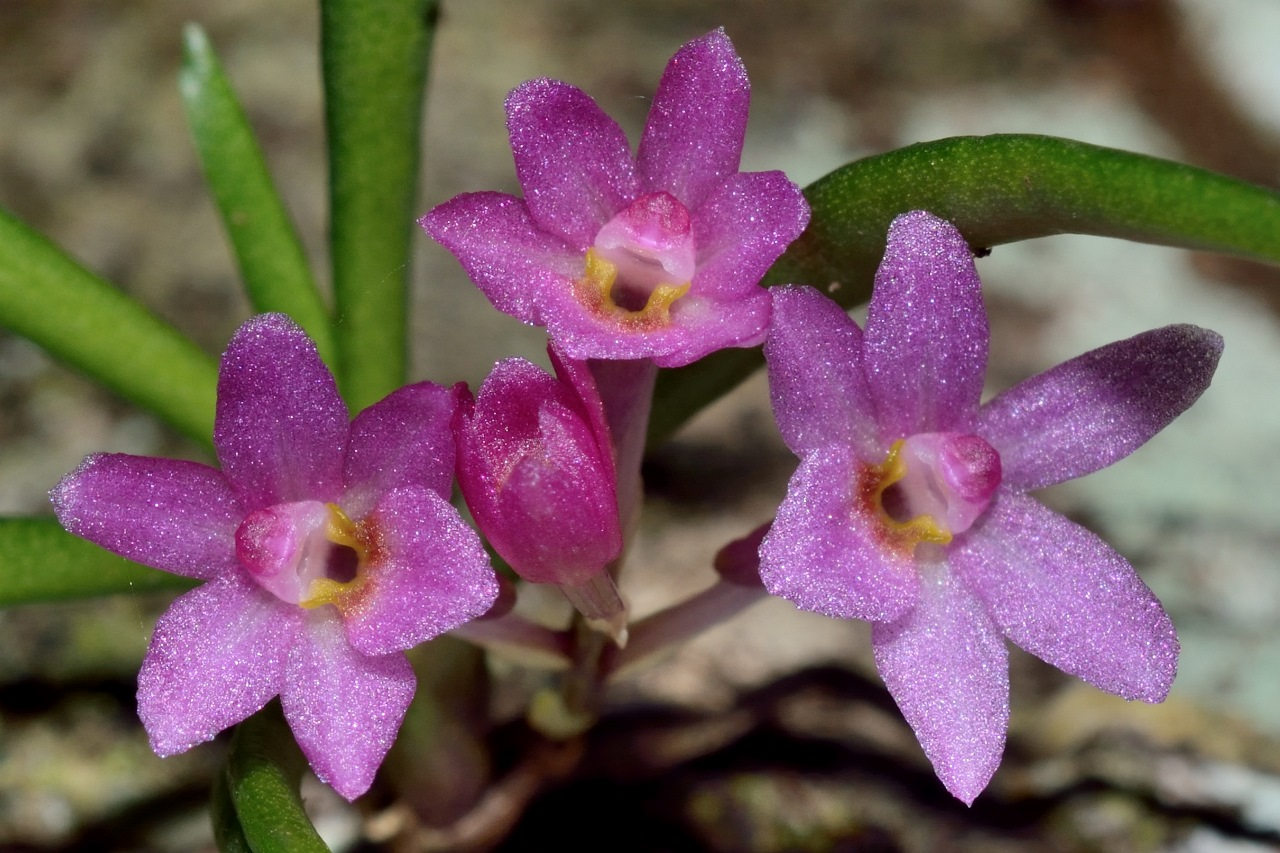
Holcoglossum pumilum

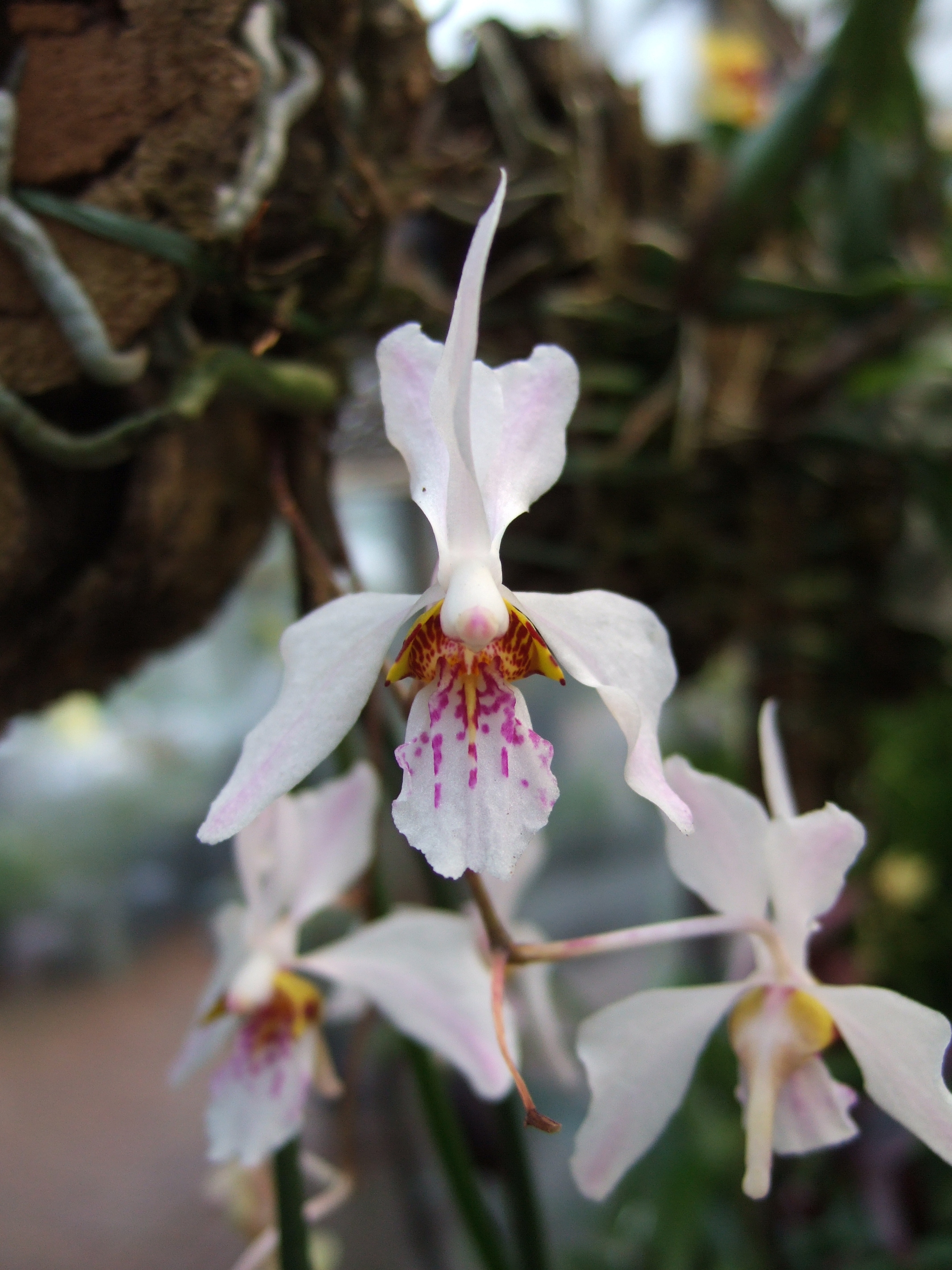
Holcoglossum wangii

Die folgende Artenliste, gegliedert nach Untergattungen und Sektionen, orientiert sich an dem durch Jin aufgestellten infragenerischen System.
- Untergattung Brachycentron X.H. Jin & S.C. Chen
  - Holcoglossum amesianum (Rchb.f.) Christenson: Assam bis China und Indochina
  - Holcoglossum auriculatum Z.J.Liu, S.C.Chen & X.H.Jin[7]: China bis Indochina
  - Holcoglossum subulifolium (Rchb.f.) Christenson: China bis Hainan und Indochina
- Untergattung Holcoglossum
  - Sektion Holcoglossum Christenson
    - Holcoglossum kimballianum (Rchb.f.) Garay: China bis Indochina
    - Holcoglossum lingulatum (Aver.) Aver.: China bis nordwestliches Vietnam
    - Holcoglossum omeiense X.H.Jin & S.C.Chen: Sichuan
    - Holcoglossum quasipinifolium (Hayata) Schltr.: Taiwan
    - Holcoglossum singchianum G.Q.Zhang, L.J.Chen & Z.J.Liu: Yunnan
    - Holcoglossum wangii Christenson: China bis nördliches Vietnam

  - Sektion Sorotylos X.H. Jin & S.C. Chen
    - Holcoglossum flavescens (Schltr.) Z.H.Tsi: China bis Indochina
    - Holcoglossum nujiangense X.H. Jin & S.C. Chen[8]: Westliches Yunnan
    - Holcoglossum rupestre (Hand.-Mazz.) Garay: Nordwestliches Yunnan
    - Holcoglossum sinicum Christenson: Nördliches Yunnan
    - Holcoglossum tsii T.Yukawa: Nordwestliches Yunnan
    - Holcoglossum weixiense X.H.Jin & S.C.Chen: Nordwestliches Yunnan

  - Bisher nicht zugeordnet
    - Holcoglossum calcicola Schuit. & P.Bonnet: Laos
    - Holcoglossum gaoligongense (G.Q.Zhang, K.Wei Liu & Z.J.Liu) Kumar & S.W.Gale: Yunnan
    - Holcoglossum himalaicum (Deb, Sengupta & Malick) Aver.: Östlicher Himalaja bis Yunnan und nördliches Myanmar
    - Holcoglossum linearifolium Z.J.Liu, S.C.Chen & L.J.Chen: Yunnan
    - Holcoglossum nagalandese X.H.Jin: Assam bis China
    - Holcoglossum phongii (Aver.) Aver. et O. Gruss: Südliches Vietnam
    - Holcoglossum pumilum (Hayata) L.J.Chen: Taiwan
    - Holcoglossum semiteretifolium (Seidenf.) R.Rice: Arunachal Pradesh bis nördliches Thailand

Die Art Holcoglossum calcicola Schuit & P.Bonnet lässt sich nach Aussagen der Autoren nicht eindeutig nach dem durch Jin (2005) aufgestellten System einstufen. Die Art zeigt sowohl Merkmale der Untergattung Holcoglossum als auch der Untergattung Brachycentron.

### Intergenerische Hybriden
Folgende intergenerische Hybriden mit Holcoglossum werden bei der Royal Horticultural Society gelistet.
- ×Holcocentrum (Holcoglossum ×  Ascocentrum)
- ×Holcenda (Holcoglossum ×  Ascocentrum ×  Vanda)
- ×Holcosia (Holcoglossum × Luisia)
- ×Holcanthera (Holcoglossum × Renanthera)
- ×Holcodirea (Holcoglossum × Sedirea)
- ×Holcopsis (Holcoglossum × Vandopsis)
- ×Holcostylis (Holcoglossum × Rhynchostylis)
- ×Holcovanstylis (Holcoglossum × Rhynchostylis × Vanda)
- ×Mendelara (Holcoglossum ×  Ascocentrum × Neofinetia × Rhynchostylis × Vanda)
- ×Vandoglossum (Holcoglossum × Vanda)